# Bruno Maïga
Pour les articles homonymes, voir Maïga.
Bruno Maiga, né en 1952 à Ségou, est un homme politique et diplomate malien, qui fut plusieurs fois ministre. 

## Biographie
Après un passage à l’Institut pédagogique national comme chargé de recherche, il occupera successivement les postes de :
- Directeur de la compagnie du Théâtre national du Mali ;
- Chef de section à la Direction nationale des arts et de la culture (DNAC) ;
- chef de la promotion artistique et littéraire à la DNAC ;
- Chef du service du courrier, des archives et de la documentation au secrétariat général de la présidence de la République.

Il est successivement ministre délégué auprès du ministre de la Jeunesse, du Travail, de l’Emploi et de la Formation professionnelle, chargé de la Jeunesse et de la Formation professionnelle (24 avril 2012), ministre de la Communication (20 août 2012), puis ministre de la Culture (15 décembre 2012).
En 2015 il est nommé ambassadeur en Italie.
Bruno Maiga a par ailleurs  enseigné comme vacataire à la faculté de lettres, arts et sciences humaines  à l'université de Bamako et au Conservatoire des arts et métiers multimédia Balla Fasséké Kouyaté.

## Distinctions
Marié et père de quatre enfants, il est chevalier, officier, commandeur et grand officier de l’Ordre national du Mali.

## Sources
- « Ministre délégué auprès du ministre de la Jeunesse, du Travail, de l’Emploi et de la Formation professionnelle, chargé de la Jeunesse et de la Formation professionnelle : Bruno Maiga »